# Герман Титов
Герман Степанович Титов (рус. Герман Степанович Титов; Полковниково, 11. септембар 1935 — Москва, 20. септембар 2000) совјетски космонаут, трећи човек у космосу и други у Земљиној орбити и Херој Совјетског Савеза.

## Биографија
Герман Титов је рођен 11. септембра 1935. године у једном селу у близини места Полковниково, у Алтајском крају. Завршио је Стаљинградску војно-авијацијску школу. После дипломирања, као пилот-ваздухопловац, он је 1960. године изабран за обуку космонаута. Августа 1960. године изабран је за пилота друге космичке летелице „Восток-2“. У ноћи 6/7. августа завршио се Германов космички лет дуг преко 700.000 km, који је трајао 1 дан и 1 час. Герман је у свом лету 17 пута облетео око Земље. Његов позивни знак у овом лету био је „Орао“ (рус. Орёл). Спустио се у месту Красни Кут у Саратовској области.
Након свемирских летова, Титов је радио на разним високим положајима у совјетском свемирском програму, све до пензионисања 1992. године. Био је члан Комунистичке партије Совјетског Савеза од 1961. и депутат Врховног совјета Совјетског Савеза, од 1962. до 1970. године. После распада Совјетског Савеза, постао је члан Комунистичке партије Руске федерације и као њен кандидат биран је за члан првог (1993) и другог (1995) сазива Државне думе Руске федерације.
Умро је од срчаног удара 20. септембра 2000. године у Москви. Сахрањен је на гробљу Новодевичје у Москви.

## Одликовања
Герман Титов одликован је многобројним совјетским и страним одликовањима. Указом Президијума Врховног совјета Совјетског Савеза од 9. августа 1961. године „за успешно спровођење свемирских летова и приказивање храбрости“ проглашен је Херојем Совјетског Савеза. Такође је и носилац два Ордена Лењина (17. јун и 9. август 1961), Ордена црвене заставе за рад (15. јануар 1976) и Ордена Октобарске револуције (21. фебруар 1985).

## Фото галерија
- Титов са америчким астронаутом Џоном Гленом и председником Џоном Кенедијем
- Поштанска марка са ликом Германа Титова поводим 75 годишњице од рођења 2010. године